# Centro de Ensino Unificado de Brasília Esporte Clube
Il Centro de Ensino Unificado de Brasília Esporte Clube, noto anche semplicemente come CEUB, era una società calcistica brasiliana con sede a Brasilia, capitale del Brasile e del Distretto Federale.

## Storia
Il club è stato fondato nel 1968, dagli studenti universitari del Centro de Ensino Unificado de Brasília (UniCEUB). Il club ha vinto il Campionato Brasiliense nel 1973, dopo aver sconfitto in finale il Relações Exteriores. Il club ha partecipato al Campeonato Brasileiro Série A nel 1973, nel 1974, e nel 1975. Il CEUB ha chiuso il suo reparto di calcio professionistico nel 1976 con Adílson Peres come ultimo presidente.

## Palmarès

### Competizioni statali
- Campionato Brasiliense: 1

1973

### Altri piazzamenti
- Campionato Brasiliense:

Secondo posto: 1972